# Нава (муниципалитет)
Нава (исп. Nava) — муниципалитет в Мексике, штат Коауила, с административным центром в одноимённом городе. Численность населения, по данным переписи 2020 года, составила 33 129 человек.

## Общие сведения
Название Nava дано в честь основателя административного центра, генерал-команданте Педро Навы.
Площадь муниципалитета равна 908 км², что составляет 0,6 % от площади штата, а наивысшая точка — 348 метров, расположена в поселении Хосе-де-Леон.
Он граничит с другими муниципалитетами штата Коауила: на севере с Пьедрас-Неграсом, на юго-востоке с Герреро, на юге с Вилья-Унионом и Альенде, на западе с Морелосом и Сарагосой, а на востоке проходит государственная граница с США.

## Учреждение и состав
Муниципалитет был образован в 1827 году, в его состав входит 88 населённых пунктов, самые крупные из которых:
| Код INEGI                  | Населённый пункт                                                                                | Численность населения (2005 год) | Численность населения (2010 год) | Численность населения (2020 год) |
| -------------------------- | ----------------------------------------------------------------------------------------------- | -------------------------------- | -------------------------------- | -------------------------------- |
| 022                        | Всего                                                                                           | 25856                            | 27928                            | 33129                            |
| 0001                       | Нава (исп. Nava) 28°25′19″ с. ш. 100°46′03″ з. д. (административный центр)                      | 19971                            | 22192                            | 26963                            |
| 0051                       | Колония-Венустьяно-Карранса (исп. Colonia Venustiano Carranza) 28°38′22″ с. ш. 100°33′27″ з. д. | 4859                             | 4921                             | 5250                             |
| 0337                       | Эстасьон-Рио-Эскондидо (исп. Estación Río Escondido) 28°34′24″ с. ш. 100°36′31″ з. д.           | 216                              | 220                              | 225                              |
| 0344                       | Эль-Милагро (исп. El Milagro) 28°34′58″ с. ш. 100°36′47″ з. д.                                  | 158                              | 146                              | 159                              |
| 0259                       | Ла-Каскахера (исп. La Cascajera) 28°24′47″ с. ш. 100°44′50″ з. д.                               | 36                               | 49                               | 58                               |
| —                          | Прочие                                                                                          | 616                              | 400                              | 474                              |
| Названия на карте Генштаба |                                                                                                 |                                  |                                  |                                  |

## Экономическая деятельность
По статистическим данным 2000 года, работоспособное население занято по секторам экономики в следующих пропорциях:
- сельское хозяйство, скотоводство и рыбная ловля — 6,1 %;
- промышленность и строительство — 61,5 %;
- торговля, сферы услуг и туризма — 29,6 %;
- безработные — 2,8 %.

## Инфраструктура
По статистическим данным 2010 года, инфраструктура развита следующим образом:
- электрификация: 98,5 %;
- водоснабжение: 97,5 %;
- водоотведение: 89,7 %.